# Péninsule de Hicacos
| \| Localisation sur la carte de Cuba · Localisation de la péninsule de Hicacos à Cuba \| Localisation sur la carte de Cuba Localisation de la péninsule de Hicacos à Cuba. |
| Localisation sur la carte de Cuba · Localisation de la péninsule de Hicacos à Cuba                                                                                         |

La péninsule de Hicacos (en espagnol peninsula de Hicacos) est une péninsule de la côte nord de Cuba, dans la municipalité de Cárdenas, province de Matanzas. La station balnéaire de Varadero est située sur la péninsule. Son nom vient d'une espèce de cactus.

## Géographie

### Situation
La péninsule est sur la municipalité de Cárdenas, province de Matanzas, à 150 km à l'est de La Havane.
Elle se trouve entre la baie de Cárdenas et le détroit de Floride de l'océan Atlantique.

### Confusion possible
Ne pas confondre cette péninsule de Hicacos, très caractéristique par sa forme générale, avec la petite péninsule appelée Punta Hicacos sur la côte sud près de Pilón (Granma).

### Description
Sa longueur est de 18 km et sa largeur varie entre 0,5 et 2,5 km. Son extrémité, la pointe Hicacos (Punta Hicacos) constitue le point le plus au nord de l'île de Cuba. 
Les cayes qui se trouvent au large de la péninsule, comme Cayo Piedras et Cayo Cruz del Padre forment la partie la plus à l'ouest de l'archipel Sabana-Camagüey.

Vues satellite
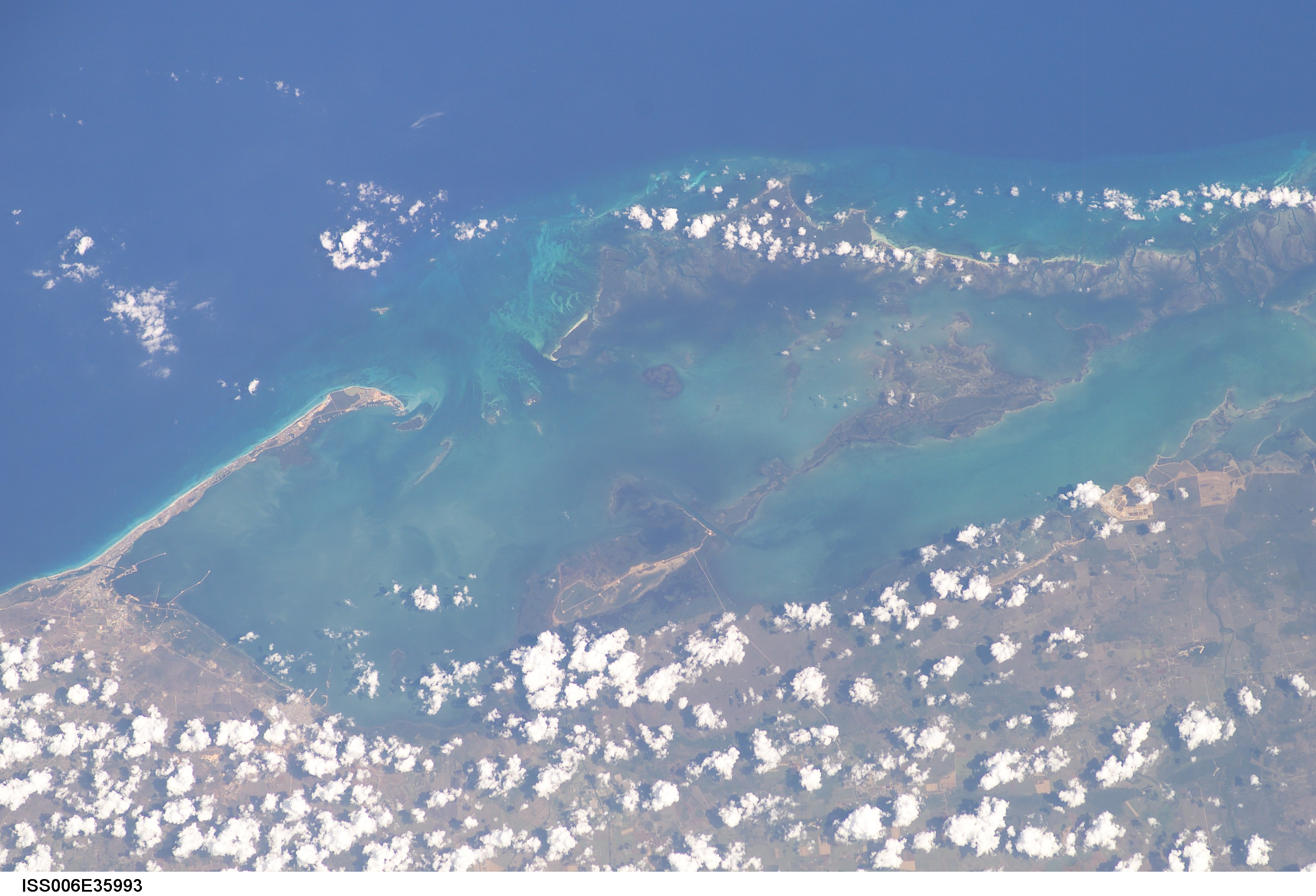
Situation de la péninsule : baie de Cárdenas et Cárdenas au sud, cayo Blanco, cayo Cruz del Padre, cayo Ranas au nord-est, cayos de las Cinco Leguas (es) (Martí) et baie de Santa Clara à l'est
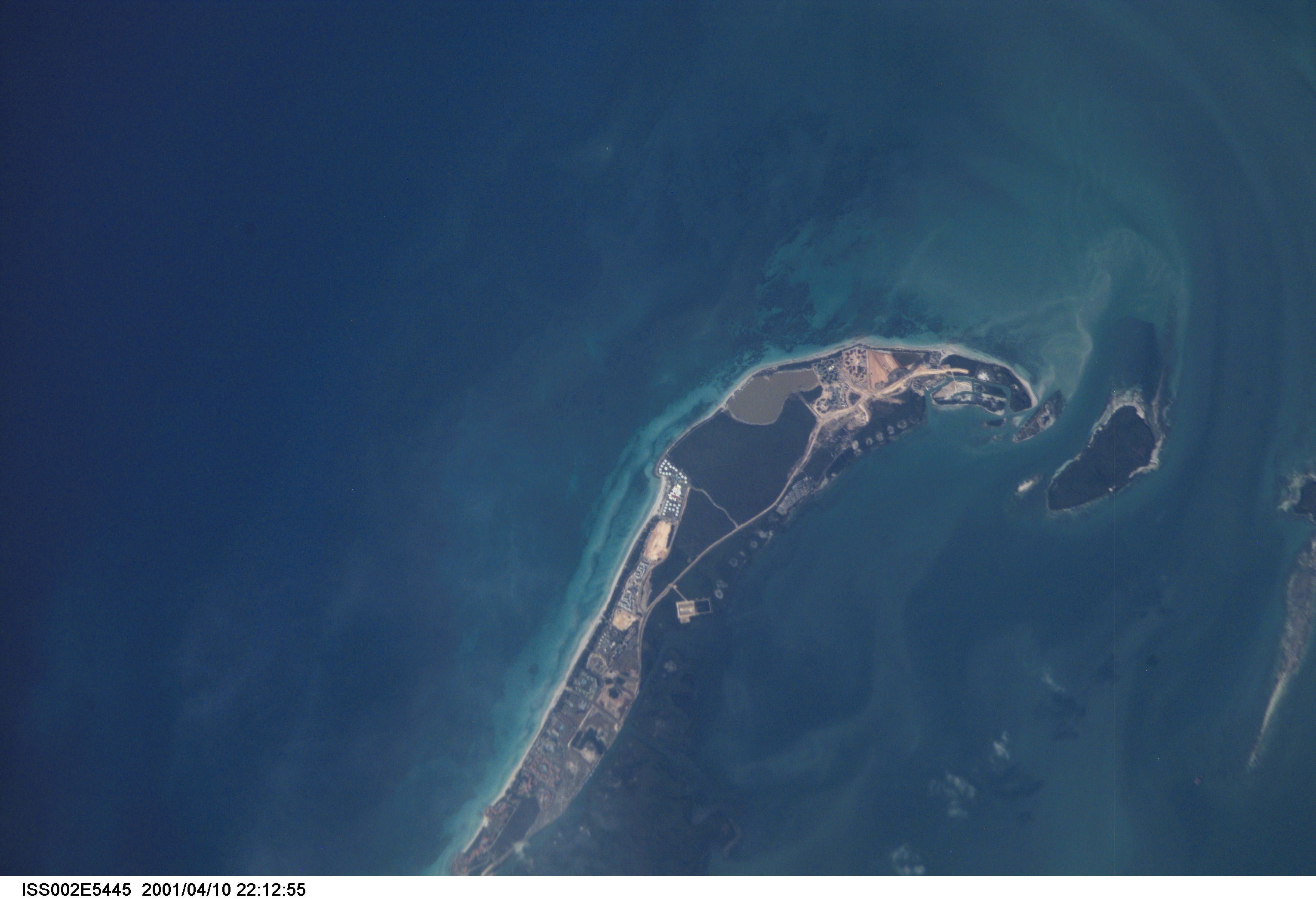
La pointe de la péninsule (2001)
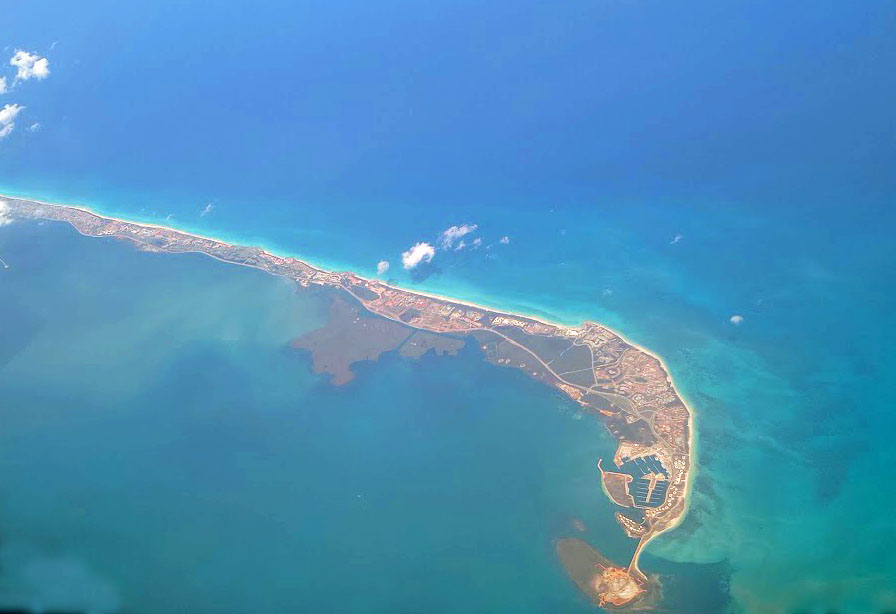
La pointe de la péninsule (2023)

## Tourisme

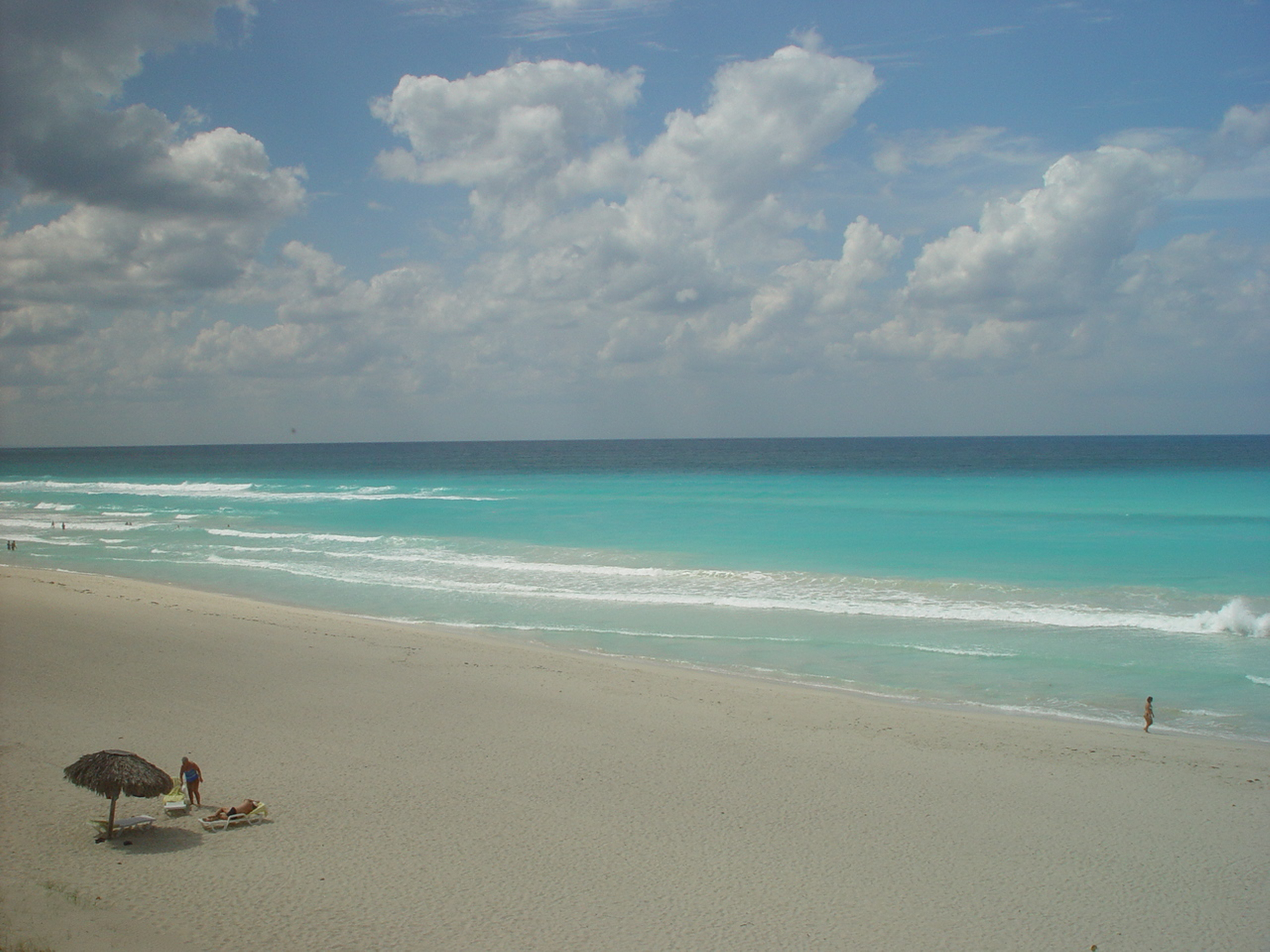
Plage de Varadero.

Le chenal de navigation de Kawama a été ouvert entre la baie de Cárdenas et la rive nord, afin de permettre un passage plus rapide aux navires entre le port de Cárdenas et la rive nord, de sorte qu'un pont est devenu l'unique accès à la péninsule. La route qui le traverse et parcourt toute la péninsule de Hicacos constitue l'extrémité nord de la route Via Blanca et il donne accès aux stations balnéaires et à la marina situées sur la pointe.
Les plages de sable blanc qui bordent la rive nord ont conduit au développement de la ville balnéaire de Varadero, à proximité de la terre ferme, tandis qu'à l'extrémité de la péninsule se trouvent des complexes touristiques « tout compris ».
Tout au bout de la péninsule se trouvent le petit cayo Libertad puis le cayo Buba. Jusqu'en 2010, ils étaient isolés et cayo Buba était pourvu d'un couvert végétal abondant (voir photo ci-dessous au centre). A la fin des années 2000 des études géophysiques sont entreprises pour la construction d'une chaussée reliant ces deux cayos à la péninsule, aboutissant à la construction de la marina Gaviota sur le bout de la péninsule et de bâtiments hôteliers sur le cayo Buba ; une marina envisagée sur ce dernier n'a pas (encore ?) été réalisée en 2023.
À l'extrémité ouest du cayo Libertad se trouve une maison de Raúl Castro.

## Patrimoine naturel
Le parc Josone (environ 9 ha) est situé entre les deux zones et une petite marina et un delphinarium sur la rive sud-est.
La réserve écologique de Varahicacos (reserva ecológica de Varahicacos),, est une réserve écologique de 3,12 km2, créée en 1974[réf. nécessaire] à l'extrémité nord-est. Elle inclut la grotte d'Ambrosio, longue de 250 m ; la lagune Mangón qui abrite 31 espèces d'oiseaux (mais 62 espèces d'oiseaux y ont été observées) et 24 espèces de reptiles ; la grotte des Musulmans (Terraza de los Musulmanes), lieu de vie et de sépulture ; le fameux cactus El Patriarca de plus de 500 ans ; et les ruines des salines de La Calavera (« le Crâne »), l'une des premières salines aménagées par les Espagnols dans le Nouveau Monde.
La pointe de la péninsule inclut le paysage naturel protégé Varahicacos (Paisaje Natural Protegido Varahicacos), créé en 1997 pour 124,7 ha sans zone marine. 178 espèces d'oiseaux y ont été répertoriées dont 6 espèces endémiques. La péninsule est un espace important pour la survie d'espèces migratoires qui y passent au printemps et en automne. La faune inclut aussi 227 espèces d’invertébrés terrestres réparties dans 66 familles et 10 ordres (Hemiptera, Diptera, Hymenoptera, Coleoptera, Odonata, Orthoptera, Dictyoptera et Neuroptera) ; elle comprend 121 espèces de papillons (Lepidoptera), dont 42 diurnes et 79 nocturnes ; 31 espèces d'arachnides, 32 espèces de crustacés, 14 de mollusques et autres.